# 卡特拉魮
卡特拉魮（学名：Catla catla）为輻鰭魚綱鯉形目鲤科的其中一種，分布於亞洲巴基斯坦、印度、孟加拉、尼泊爾及緬甸，本魚身體縱深，有一個大又朝上的嘴，具有一個突出的凸出下頜，胸鰭長，延伸至腹鰭，鱗片大，背鰭軟條17枚，臀鰭軟條7-8枚，體長可達182公分，棲息在河川及湖泊，屬雜食性，為高經濟價值的食用魚及養殖魚類。